# Gil Kane
Gil Kane is de artiestennaam van strip- en comictekenaar Eli Katz (Riga, 6 april 1926 - Miami, 31 januari 2000). Hij was vanaf de jaren 40 tot in de jaren 90 actief voor onder meer DC Comics, Marvel Comics, en Dark Horse Comics, waarvoor hij onder andere Iron Fist, Morbius the Living Vampire, Abomination en de naoorlogse versies van Green Lantern en The Atom bedacht. Kane werd in 1997 opgenomen in zowel de Will Eisner Comic Book Hall of Fame als de Harvey Award Jack Kirby Hall of Fame.

## Leven
Kane werd in Letland geboren, maar emigreerde in 1929 met zijn Joodse familie naar New York. Toen hij zestien was, bezocht hij de School of Industrial Art (later hernoemd tot High School of Art and Design en werkte hij tegelijkertijd als assistent in een tekenstudio. In 1942 werd hij aangenomen bij MLJ Magazines, het latere Archie Comics. Dat liet Kane na drie weken gaan, maar nam hem weer drie weken later opnieuw aan. Hij stopte daarop met school en zijn carrière als professioneel tekenaar begon.
Eind jaren vijftig gebruikte Kane de pseudoniemen Pen Star en Gil Stack voor hij zichzich uiteindelijk Gil Kane ging en bleef noemen. Hij werkte voor onder meer Timely Comics (dat later Marvel Comics werd) en ging eind jaren 50 ook freelancen voor DC Comics. Zodoende werd hij de vaste tekenaar van A-titels als Green Lantern en The Amazing Spider-Man. Bij die laatste titel werkte hij mee aan  mijlpalen als een verhaallijn waarin Harry Osborn aan de drugs gaat (in die tijd in strijd met de Comics Code) en die waarin het personage Gwen Stacy sterft.